# 大卫·本杰明·戈德斯坦
大卫·本杰明·戈德斯坦（英語：David Benjamin Goldstein）是一位美国人类遗传学家，哥伦比亚大学遗传学和发育生物学教授，哥伦比亚大学基因组医学研究所的创始主任，Epi4K计划的发起人之一。